# Гран-Чако

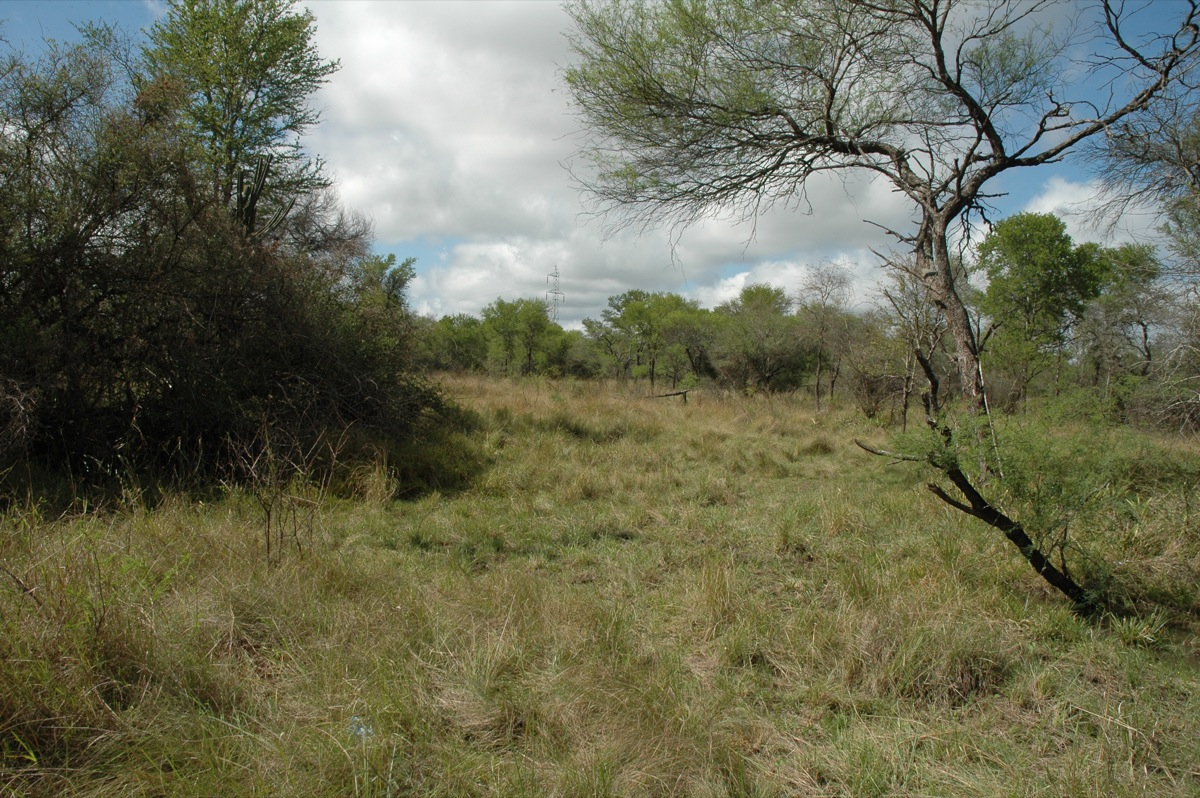
Ландшафт Гран-Чако, Аргентина

Гран-Чако, Великий Чако, або просто Чако (ісп. Gran Chaco, від слова мови кечуа chaku [чаку] — «мисливська земля»), який інколи називають «останнім рубежем Південної Америки» — малонаселений, жаркий та напівпустельний регіон долини річки Парана (басейн Ла-Плати), розділений між Болівією, Парагваєм, Аргентиною і бразильським штатом Мату-Гросу.

## Географія

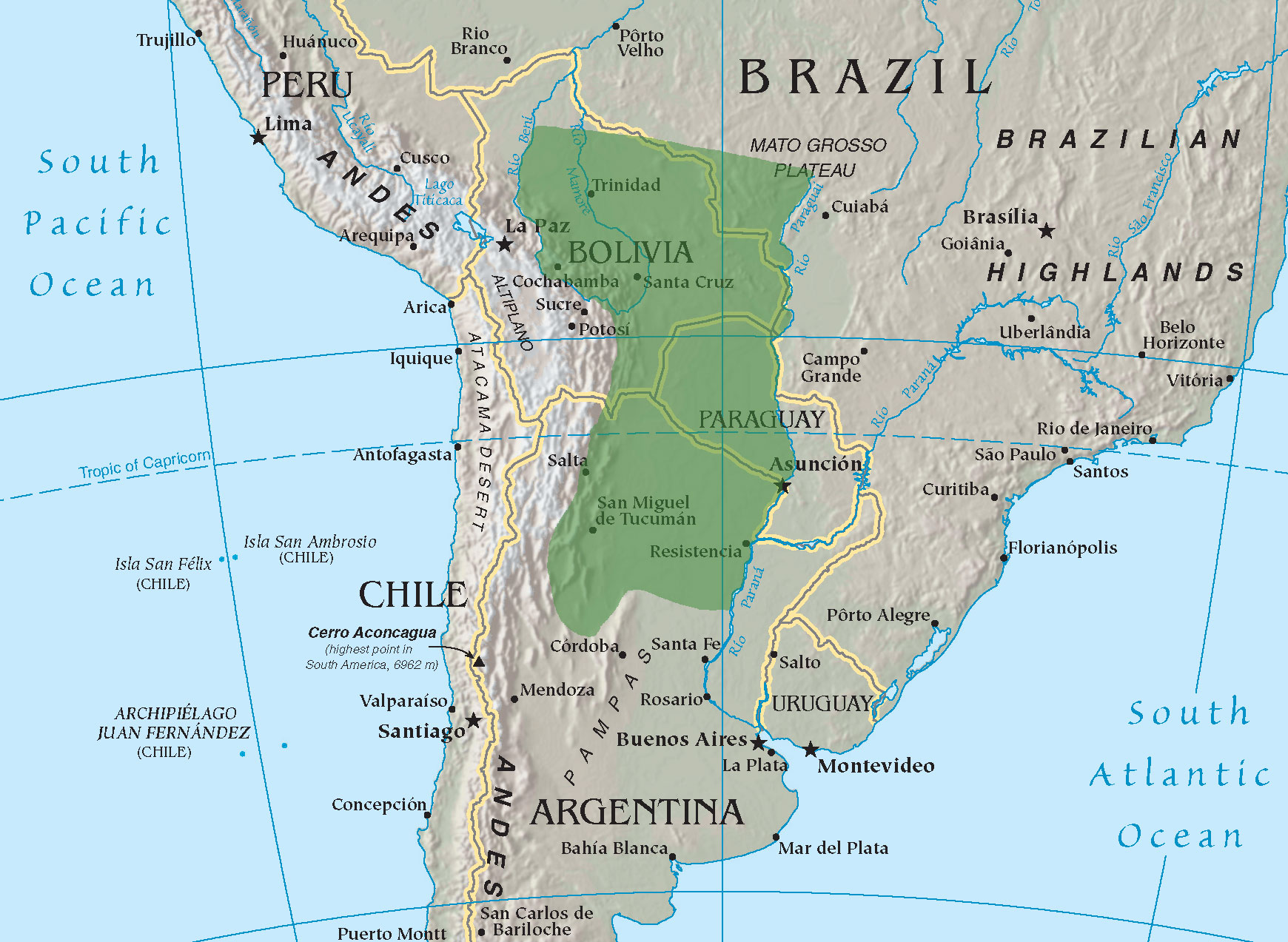
Приблизне розташування регіону Гран-Чако. Природними межами є Анди на заході та річка Парагвай на сході, північна та південна межі менш визначені.

Гран-Чако займає площу близько 647 500 квадратних кілометрів, хоча оцінки дещо відрізняються. Розташовується на захід від річки Парагвай і на схід від Анд на території Парагваю, Болівії і Аргентини. Регіон тягнеться приблизно від 17° до 33° південної широти і від 65° до 60° західної довготи, однак це визначення не точне. Західна частина регіону біля Анд, Високий Чако (Alto Chaco) або Сухий Чако, дуже суха і вкрита рідкою рослинністю, але східна частина — Нижній Чако (Bajo Chaco), або Вологий Чако, вкрита густою рослинністю чагарів квебрахо (наприклад, Schinopsis lorentzii) і трав'янистих галявин з безліччю комах. Ландшафт здебільшого плоский і нахилений під кутом в 0,04 градуса на схід.
Регіон здебільшого придатний для мешкання людини тільки на сході (безпосередньо на захід від річки Парагвай). Гран-Чако є великим джерелом лісоматеріалів і таніну, який виробляється з дерев квебрахо, рідних до цього регіону. У регіоні побудовано багато фабрик з виробництва таніну. Деревина пало-санто з Центрального Чако — джерело гуаякової олії (що використовується у парфумерії). У парагвайській частині Нижнього Чако вирощується гостролист парагвайський, сировина для мате.

## Історія
Гран-Чако був спірною територією з моменту падіння іспанського віце-королівства Ріо-де-ла-Плата у 1810 році та появи на його території кількох незалежних держав. Офіційно, він вважався розділеним між Аргентиною, Болівією і Парагваєм, хоча більша частина контролювалася Парагваєм починаючи з моменту оголошення незалежності. Аргентина претендувала на території на південь від річки Бермехо.
Перший конфлікт щодо регіону виник між Аргентиною і Парагваєм, перш за все через цінні запаси квебрахо, якими багатий регіон. В результаті Війни Потрійного Альянсу (1864—1870) між Парагваєм з одного боку, та Аргентиною, Бразилією і Уругваєм з іншого, Парагвай зазнав повної поразки. Новий кордон був встановлений після довгих переговорів 3 лютого 1876 року, в результаті якого велика частина регіону опинилася в руках Аргентини.
Тоді як Парагвай нехтував розвитком регіону, Болівія почала витісняти місцевих жителів та заселяти його територію. Ці дії стали причиною Чакської війни (офіційно 1932—1935, хоча сутички почалися 5 грудня 1928 року) між Парагваєм і Болівією, перш за все через передбачуване відкриття покладів нафти в північний частині Чако (регіон на північ від річки Пілкомайо і на захід від річки Парагвай). Болівія намагалася отримати вихід до річки Парагвай для відправки нафти до моря (вона стала закритою країною після втрати свого Тихоокеанського узбережжя протягом Тихоокеанської війни), а Парагвай намагався повернути нафтоносну територію. Війна завершилася договором 1938 року, який надав Парагваю три чверті Північного Чако, а Болівія отримала коридор до річки Парагвай із можливістю побудувати там власний порт. Проте, нафта так і не була знайдена у цьому регіоні.
Регіон привернув велику кількість іммігрантів з різних країн. Меноніти почали прибувати до парагвайської частини регіону з Канади в 1920-х роках. Велика кількість переселенців з СРСР, особливо з України, почали прибувати у 1930-х, і знову після Другої світової війни. Ці переселенці створили найбільші центри населення Гран-Чако.
Розвиток регіону прискорився у 1960-х роках, коли було збудоване шосе Транс-Чако.

## Флора і фауна
Температури у Гран-Чако, можливо, найбільш високі на континенті. Проте вологість сильно розрізняється у різних частинах, тому Чако звичайно поділяється на три екорегіони — Сухий Чако (на заході), Вологий Чако (на сході) Чако та Середній Чако між ними. Всі ці екосистеми унікальні та мало досліджені, систематичне вивчення регіону почалося тільки у останні роки 20-го століття.

### Сухий Чако

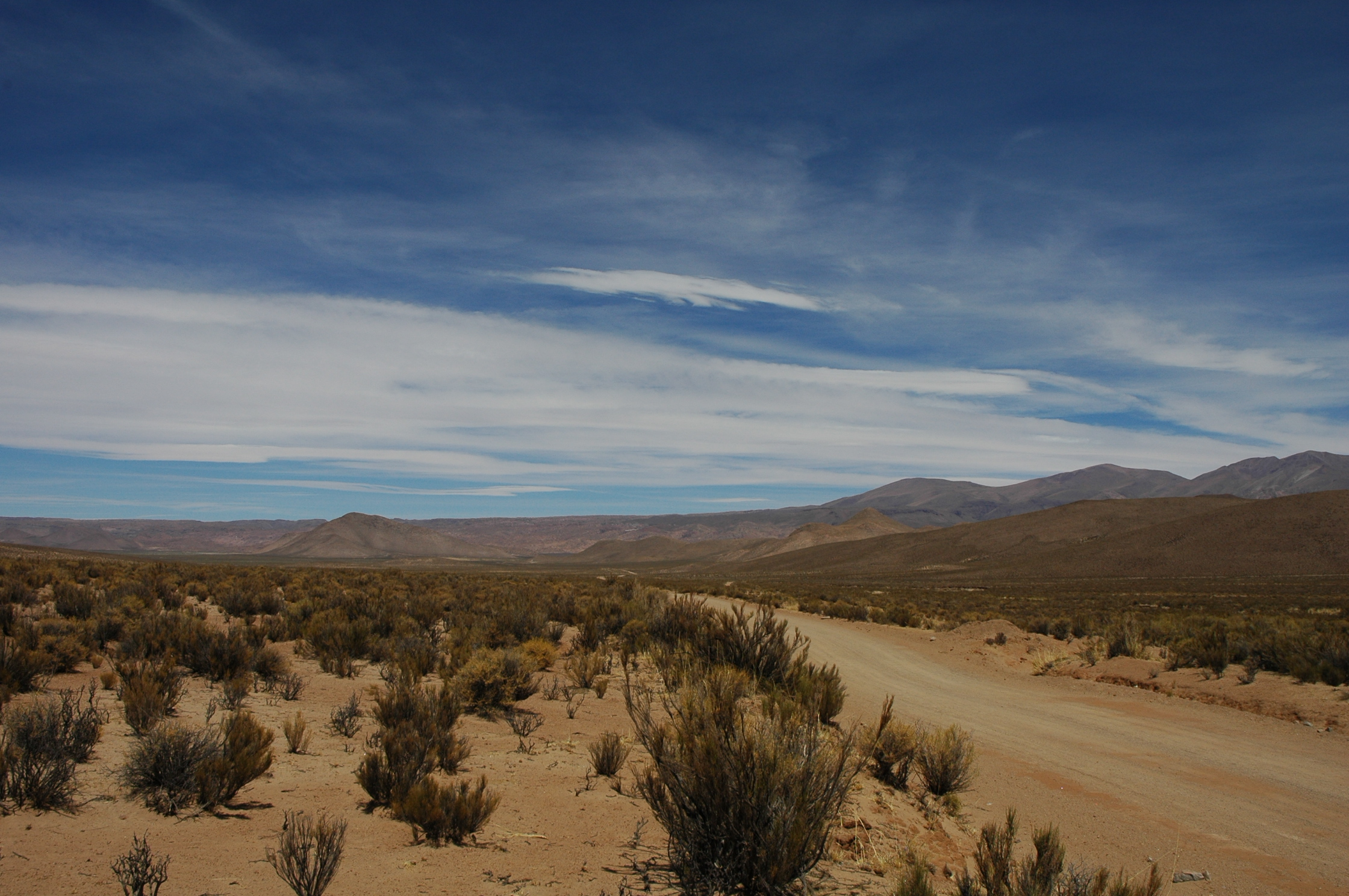
Сухий Чако

Сухий Чако та екорегіони навколо нього містять високу різноманітність флори, особливо дерев роду Прозопіс (Prosopis). Двадцять з 44 видів Прозопіс походять з Гран-Чако.
Область також багата різноманітною фауною. Армадили досягають піку різноманітності в аргентинському Чако, де вони представлені як мінімум десятьма видами. Два види ссавців ендемічні до цього регіону — рожевий чарівний армадил (Chlamyphrous truncatus), і туко-туко, (Chlamyphrous truncatus). Також тут існує ізольована популяція пампаського оленя (Ozotoceros bezoarcticus). Тільки тут мала (Pediolagus salinicola) і патагонська мара (Dolichotis patagonum) зустрічаються на одній території. Кілька широко поширинних тропічних видів досягають південного кінця свого ареалу у Чако, наприклад єнот-ракоїд (Procyon cancrivorous).

Тут зустрічаються і багато унікальних видів птахів, серед яких слід відмітити чунгу (Chunga burmeisteri), блакитнокоронну папугу (Aratinga acuticadauta), голуба пікуї (Columbina picui), гуйру (Guira guira), мала чагарникова м'якохвістка (Phacellodomus sibilatrix) і кольорового чакського зяблика (Saltaitricula multicolor).

### Середній Чако

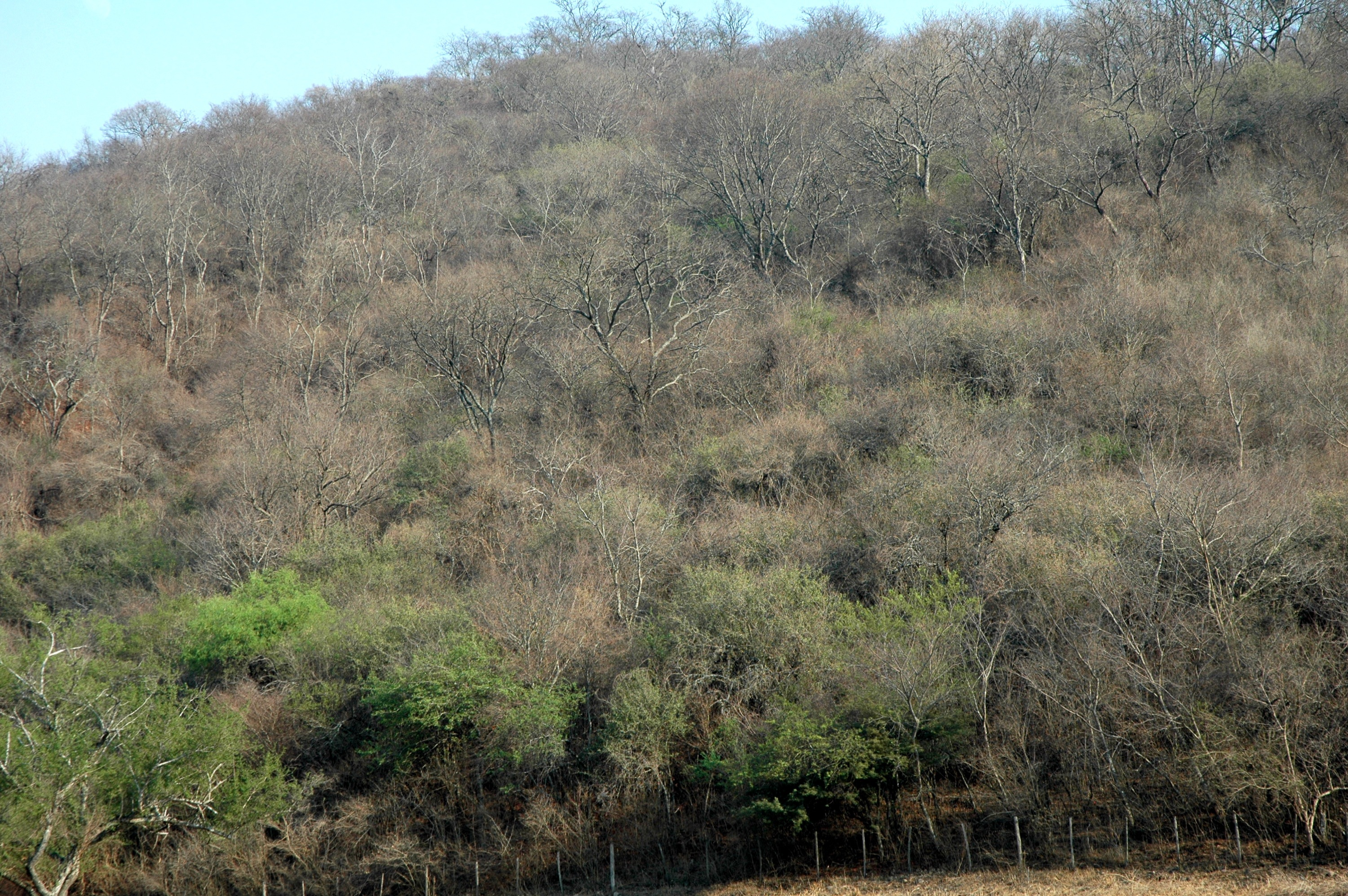
Середній Чако

У середньому Чако домінують савани, колючі чагарникові ліси та райони, перехідні між ними. Савани і луки характеризуються високою кількістю трав. Квебрахові ліси відкритіші, ніж колючі чагарники, і характеризується невеликими кущами, кактусами, і рідко розсипаними деревами (наприклад, Aspidosperma quebracho, Bulnesia sarmientii і Schinopsis sp.) до 13 м заввишки. Домінуючі види включають колючу бобову рослину Prosopis ruscifolia і кактус Opuntia sp. Ізольовані ділянки густого непроникного чагарникового лісу часто залишаються після очищення землі для сільськогосподарських цілей.
Середній Чако являє собою найменш досліджений регіон. Деякі види тварин, наприклад чакський пекарі (Catagonus wagneri), були знайдені тільки в 1970-х роках. Окрім того, дедалі більше інформації збирається про відомі види. Чакський перакі поза сумнівом є найвідомішим ендеміком Чако, а можливо і всього континенту. Армадили представлені як мінімум вісем'ю видами в парагвайській та десятьма в аргентинській частинах Середнього Чако.
Важливі види птахів включають: малу мару, гігантського туко-туко (Ctenomys conoveri), велику рею (Rhea americana), чагарникового тинаму (Nothoprocta cinerascens), чакську чачалаку (Ortalis canicollis), чунгу, блакитногруду чакську амазону (Amazona aestiva), голуба пікуї, гуйру, малу чагарникову м'якохвістку, кольорового чакського зяблика. Завдяки його центральному розташуванню в Південній Америці, Чако надає дах перелітним птахам як з південних, так і північних (неотропічних) регіонів Південної і Центральної Америки.

Серед плазунів та земноводних зустрічаються парагвайський кайман (Cayman yacare), південна боа (Boa constrictor occidentalis), фальшива водяна кобра (Hydronastes gigas), рогата жаба (Ceratophrys sp.), аргентинська ходяча жаба (Phyllomedusa sauvageii).

### Вологий Чако

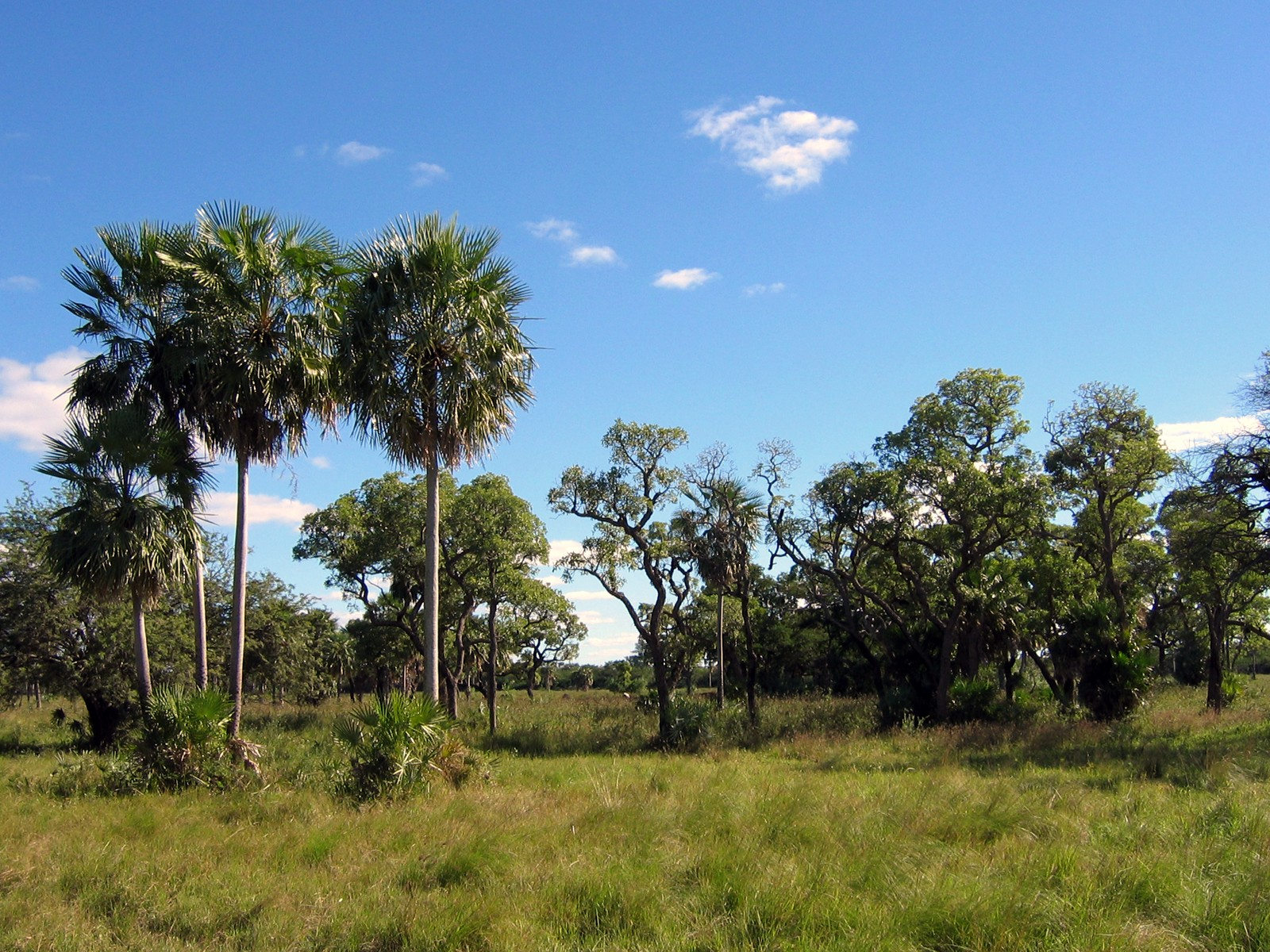
Вологий Чако

Рослинність цього регіону складається з лісів та пальмових саван. Ліси здебільшого складаються з кольрового (Schinopsis balansae) і білого квебрахо (Apidosperma quebracho-blanco). Іншими важливими видами дерев є: гваякан (Caesalpinia paraguariensis), гледичія аморфна (Gleditsia amorphoides), астроніум (Astronium balansae), віраро (Ruprechtia laxiflora), пало-п'єдро (Diplokeleba floribunda), гуаябі (Patagonula amaricana), пісонія сапало (Pisonia zapallo), чорне лапачо (Tabebuis ipe), ітін (Prosopis kuntzei) та інші. У низовинах, які часто затоплюються, зустрічаються болота вкриті мескитовими зарощами (Prosopis negro), тала (Celtis tala) і сіна-сіна (Parkinsonia aculeata). Злегка лужні низовини містять переважно білий мескит (Prosopis alba) і пальму карандай (Copernicia australis).
Луки цього регіону сильно залежать від ґрунтів. Elionurus muticus зустрічається на ґрунтах, подібних до лісових, але на нижчих висотах. Sorghastrum agrostoides знаходиться в ґрунтах, які затопляються ненадовго, а Panicum prionites на дні ущелин без постійної води.
У регіоні значна біологічна різноманітність фауни — завдяки різним типам рослинності. Серед великих ссавців зустрічаються: гривистий вовк (Chrysocyon brachyurus), чорна мавпа-ревун (Alouatta caraya), азарова нічна мавпа (Aotus azarae), пекарі (Tayssu pecari і T. tajacu), гігантський мурахоїд (Mymercophaga tridactyla), водосвинка (Hydrochaerys hydrochaeris), олень (Mazama sp.), болотяний олень (Blastocerus dichotomus), пампаський олень (Ozotoceros bezoarticus), пума (Felis concolor) і ягуар (Panthera onca).
Деякі з птахів включають американську рею (Rhea americana), Crypturellus undulatus, Celeus lugubris. Кілька ендемічних птахів знайдені в південній частині Вологого Чако, у тому числі болотяний в'юрок (Sporphila palustris), в'юрок Ентре-Ріос (Sporophila zelichi) і каштановий в'юрок (Sporophila cinnamomea). Ці птахи мешкають на вологих луках, болотах і прибережних зарощах.
Більшу частина водних мешканців складають такі рептилії як чорний парагвайський кайман (Cayman crocodylus yacare), курносий парагвайський кайман (Cayman latirostris), вид черепах Acantochelys spixii і водний боа (Eunecte notaeus).

### Вплив людини
Екосистеми Гран-Чако поволі знищуються цивілізацією, перш за все через розвиток тваринництва у регіоні, лісових пожеж для розчищення території, та інших прояв сільського господарства. Багато рідкісних видів регіону зараз знаходяться під загрозою. Проте, територія ще слабо заселена, і багато природоохоронних груп намагаються захистити цей унікальний набір екосистем, наприклад, Національний парк Чако.

## Адміністративні одиниці на території Гран-Чако
- Альто-Парагвай, Парагвай
- Бокерон, Парагвай
- Жужуй, Аргентина
- Кордова, Аргентина
- Катамарка, Аргентина
- Ла-Ріоха, Аргентина
- Пресиденте-Гаєс, Парагвай
- Сальта, Аргентина
- Санта-Крус, Болівія
- Санта-Фе, Аргентина
- Сантьяго-дель-Естеро, Аргентина
- Тариха, Болівія
- Тукуман, Аргентина
- Формоса, Аргентина
- Чако, Аргентина
- Чікічака, Болівія